# 吉良貞義
吉良 貞義／足利 貞義（きら さだよし／あしかが さだよし）は、鎌倉時代末期から南北朝時代にかけての武将。三河国西条城主。

## 生涯
鎌倉幕府の御家人として9代執権・北条貞時から偏諱を受けて貞義と名乗ったようである。弘安4年（1281年）の弘安の役の際、大将として石見国に下向したと伝わる。その頃の石見地頭は「三河吉良右衛門」で、その末裔が羽隅氏を名乗り石見に土着したという。
弘安8年（1285年）の霜月騒動で父・吉良満氏を亡くし、吉良荘の領地が祖父・長氏に一旦返還されたため、長氏の養子となり所領を相続した。元亨3年（1323年）北条貞時の十三回忌供養では、一族の足利貞氏、斯波高経らと共に参加。砂金100両、太刀一腰を進上した。吉良氏が史料に表れるのは、霜月騒動以来この時が初めてであり、幕府への再出仕がようやく許されたと思われる。
元弘3年（1333年）3月、足利高氏は幕命により楠木正成らの討伐軍大将として鎌倉を出立、三河国八橋で軍議を開くが、既に幕府離反を決意していた高氏は、上杉憲房を貞義の許へ使いに出し、決意を述べ貞義の意見を求めたが、貞義は「決意は誠に目出度い、むしろ決断が遅過ぎると思ったほど」と答え、高氏の考えを支持、これに自信を得た高氏は倒幕行動を開始する。
建武2年（1335年）、中先代の乱が始まると、尊氏（高氏）・直義兄弟とともに行動し、建武政権から離脱する。同3年（1336年）正月、今川範国、天野経顕など遠江国の軍勢を率いて、近江国勢多を攻撃した。京都で後醍醐天皇方に敗れ、同年2月、足利氏とともに九州に落ちのびる。その後、足利氏に従い、同年6月、入京する。この時、石清水八幡宮に加賀国能美庄を寄進した。同4年（1337年）3月、代官を伊予国忽那島に派遣し、細川皇海と連携して忽那義範と戦わせた。
興国4年/康永2年（1343年）に没する。

## 関連作品
テレビドラマ
- 大河ドラマ『太平記』（1991年 NHK）演：山内明